# Pembroke College, Cambridge

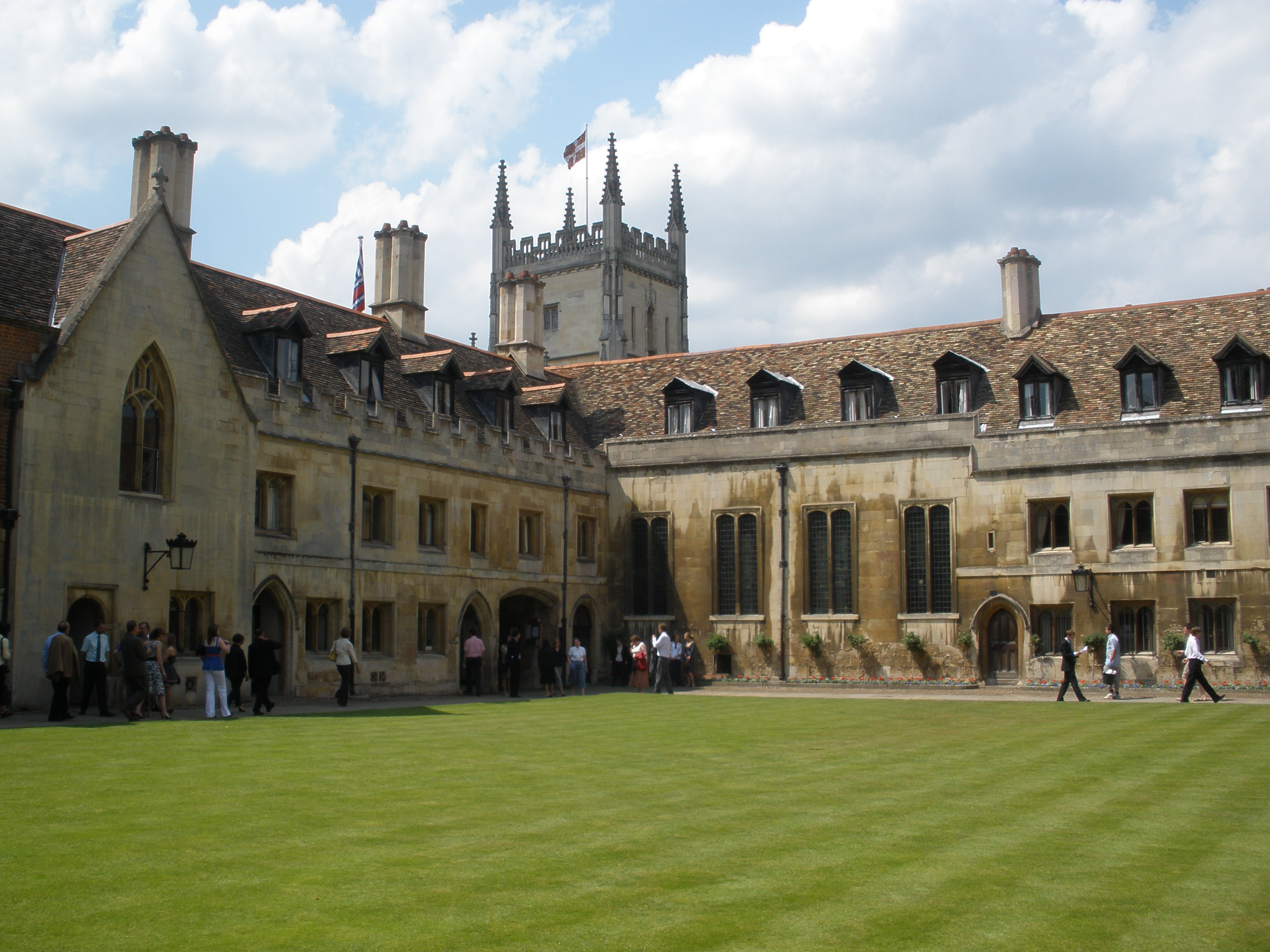
Pembroke College

Ej att förväxla med Pembroke College, Oxford.
Pembroke College är det tredje äldsta colleget vid Universitetet i Cambridge. Colleget grundades av Marie de St Pol 1347, änka till Aymer de Valence, 2:e earl av Pembroke, och uppkallades till minne av earlen. Det har över 700 studenter och fellows vilka håller till i ett av universitetets största byggnadskomplex.